# 自治医科大学护理短期大学
自治医科大学护理短期大学（日语：／ Jichi Ika Daigaku Kango Tanki Daigaku *），简称看短，是过去一所位于日本栃木县河内郡南河内町的私立短期大学。

## 概要

### 简介
- 学校最早可以追溯到1974年[1]。短期大学为于1987年开办[1]、由学校法人自治医科大学经营。招生到于2001年、正式停办于2005年[2]。

### 历史
- 1987年 自治医科大学护理短期大学成立并同时设置一个学科即护理学科[1]。
- 1990年 助产学专攻成立于专科[1]。
- 2001年 招生最后、次年停止招生（正式停办于2005年7月29日[2]）。

## 学校环境
- 校区：在了栃木县河内郡南河内町[注 1]

## 历任校长
- 松本清一：第一代短期大学校长[3]

## 组织

### 学科
- 护理学科

### 专科
| - 助产学专攻 |

### 业余课程
| - 没有 |

## 相关链接
- 日本短期大学列表